# إيمي هانغ
إيمي هانغ (بالصينية: 洪沁慧) هي لاعبة غولف صينية، ولدت في 7 مارس 1980 في كاوهسيونغ في تايوان.

## وصلات خارجية
- الموقع الرسمي
- إيمي هانغ على موقع رابطة لاعبات الغولف المحترفات (الإنجليزية)